# Интереси (филм)
„Интереси“ је југословенски филм из 1980. године. Режирао га је Димитрије Јовановић, а сценарио је писала Јованка Јоргачевић.

## Улоге
| Глумац              | Улога    |
| ------------------- | -------- |
| Љиљана Крстић       |          |
| Бранислав Јеринић   |          |
| Радмила Радовановић | Смиљка   |
| Петар Краљ          |          |
| Дара Џокић          |          |
| Милан Ерак          | Слободан |
| Мира Бањац          |          |
| Мирослав Бијелић    |          |
| Соња Кнежевић       |          |
| Бранислав Лечић     |          |
| Невенка Микулић     |          |
| Бранка Петрић       |          |